# 소 (1969년 영화)
《소》(گاو)는 이란에서 제작된 다리우스 메흐르지 감독, 제작의 1969년 드라마 영화이다. 일부 평론가들은 이 영화를 이란 뉴웨이브의 최초의 영화로 간주한다.

## 제작진
- 원작자: Gholam-Hossein Saedi